# 東京組
株式会社東京組は、東京都世田谷区に本社を置く、主に木造・RCの戸建住宅の設計から施工までの建築事業を行う住宅メーカーである。東京の城南地区を中心に地域密着型の建築家との家づくり、デザイン住宅を行っており施工実績は7300棟以上、登録設計事務所は約50社。子会社の日本の窓において純国産の木製サッシを製造している。

## 概要
東京組は、世田谷区に本社とショールーム、デザインスタジオ(営業所)を構え、イタリアにも拠点を展開している。

## 沿革
- 1993年(平成5年)　株式会社東京組設立
- 1995年(平成7年)　本社東京都世田谷区用賀に移転
- 1998年(平成10年)　年間完工棟数100棟
- 1999年(平成11年)　イタリアコモショールーム開設
- 2002年(平成14年)　東京都世田谷区用賀に新ショールーム開設
- 2003年(平成15年)　通算完工棟数 1,000棟
- 2005年(平成19年)　デザインスタジオ駒沢開設
- 2011年(平成23年)　本部・ショールームを東京都世田谷区用賀世田谷ビジネススクエアタワー22・23階へ移転
- 2012年(平成24年)　資本金1億円増額
- 2013年(平成25年)　通算完工棟数4,000棟
- 2015年(平成27年)　グループ会社「東京輸入株式会社」「株式会社東京組不動産」2社を株式会社東京組に合併・統合[4]
- 2022年(令和4年)　マンション大規模修繕、インフラメンテナンスを手掛ける株式会社カシワバラ・コーポレーションの完全子会社化

## 事業所
- 用賀ショールーム
- イタリア コモ ショールーム
- デザインスタジオ駒沢（駒沢営業所）

## 関連会社
- 株式会社日本の窓
- 緒方建築事務所

## 加盟する団体
- 財団法人住宅保証機構(業者登録番号(1-1301)第10033644号)[5]
- 社団法人日本ツーバイフォー建築協会[6]
- 社団法人全日本不動産協会
- 社団法人不動産保証協会
- 社団法人日本木造住宅産業協会

## 主な受賞歴
- 2008年　バルセロナ建築フェスティバル「Housing」shortlist入選[7]
- 2009年　桜並木のコートハウスGood design賞[8]
- 2015年　平成27年度世田谷区共同参画先進事業者受賞[9]

## スポンサー活動
スフィーダ世田谷FC (なでしこリーグ) ユニフォームスポンサー